# Bühlertal Vellberg-Geislingen
Das FFH-Gebiet Bühlertal Vellberg-Geislingen ist ein im Jahr 2004 durch das Regierungspräsidium Stuttgart nach der Richtlinie 92/43/EWG (Fauna-Flora-Habitat-Richtlinie) angemeldetes Schutzgebiet (Schutzgebietskennung DE-6924-341) im deutschen Bundesland Baden-Württemberg. Mit Verordnung des Regierungspräsidiums Stuttgart zur Festlegung der Gebiete von gemeinschaftlicher Bedeutung vom 30. Oktober 2018 (in Kraft getreten am 11. Januar 2019) wurde das Schutzgebiet festgelegt.

## Lage
Das rund 847 Hektar große FFH-Gebiet gehört zu den Naturräumen 108-Schwäbisch-Fränkische Waldberge, 126-Kocher-Jagst-Ebenen und 127-Hohenloher und Haller Ebene innerhalb der naturräumlichen Haupteinheiten 10-Schwäbisches Keuper-Lias-Land und 12-Neckar- und Tauber-Gäuplatten. Es liegt zwischen Vellberg und Braunsbach und erstreckt sich über die Markungen von sechs Städten und Gemeinden im Landkreis Schwäbisch Hall:
- Obersontheim: 8,4744 ha = 1 %
- Vellberg: 194,9117 ha = 23 %
- Schwäbisch Hall: 110,1674 ha = 13 %
- Ilshofen: 228,8094 ha = 27 %
- Wolpertshausen: 237,2838 ha = 28 %
- Braunsbach: 67,7953 ha = 8 %

## Beschreibung und Schutzzweck
Es handelt sich um das Flusstal der mäandrierenden Bühler zwischen Vellberg und ihrer Mündung in den Kocher beim Braunsbacher Ortsteil Geislingen mit Zuflüssen, teilweise extensiv bewirtschaftetem Grünland sowie um Hangmischwälder und um ausgedehnte Mähwiesen am Keuperstufenrand. Im Gebiet befinden sich acht Höhlen.

### Lebensraumtypen
Gemäß Anlage 1 der Verordnung des Regierungspräsidiums Stuttgart zur Festlegung der Gebiete von gemeinschaftlicher Bedeutung (FFH-Verordnung) vom 30. Oktober 2018 kommen folgende Lebensraumtypen nach Anhang I der FFH-Richtlinie im Gebiet vor:
| EU Code | Lebensraumtyp (offizielle Bezeichnung)                                                                          | Kurzbezeichnung                              | Hektar |
| ------- | --- | -------------------------------------------- | ------ |
| 3150    | Natürliche, eutrophe Seen mit einer Vegetation des Magnopotamion oder Hydrocharition                            | Natürliche nährstoffreiche Seen              | 0,08   |
| 3260    | Flüsse der planaren bis montanen Stufe mit Vegetation des Ranunculion fluitantis und des Callitricho-Batrachion | Fließgewässer mit flutender Wasservegetation | 19,95  |
| 6210    | Naturnahe Kalk-Trockenrasen und deren Verbuschungsstadien (Festuco-Brometalia)                                  | Kalk-Magerrasen                              | 3,90   |
| 6430    | Feuchte Hochstaudenfluren der planaren und montanen bis alpinen Stufe                                           | Feuchte Hochstaudenfluren                    | 1,15   |
| 6510    | Magere Flachland-Mähwiesen (Alopecurus pratensis, Sanguisorba officinalis)                                      | Magere Flachland-Mähwiesen                   | 58,36  |
| 7220    | Kalktuffquellen (Cratoneurion)                                                                                  | Kalktuffquellen                              | 0,10   |
| 8210    | Kalkfelsen mit Felsspaltenvegetation                                                                            | Kalkfelsen mit Felsspaltenvegetation         | 3,01   |
| 8310    | Nicht touristisch erschlossene Höhlen                                                                           | Höhlen und Balmen                            | 0,11   |
| 9130    | Waldmeister-Buchenwald (Asperulo-Fagetum)                                                                       | Waldmeister-Buchenwald                       | 4,83   |
| 9180    | Schlucht- und Hangmischwälder Tilio-Acerion                                                                     | Schlucht- und Hangmischwälder                | 49,27  |
| 91E0    | Auenwälder mit Alnus glutinosa und Fraxinus excelsior (Alno-Padion, Alnion incanae, Salicion albae)             | Auenwälder mit Erle, Esche, Weide            | 18,42  |

### Arteninventar
Folgende Arten von gemeinschaftlichem Interesse sind nach der Anlage 1 der Verordnung des Regierungspräsidiums Stuttgart vom 30. Oktober 2018 (FFH-Verordnung) für das Gebiet gemeldet:
| Bild                                 | EU Code | * | Art                                  | wissenschaftlicher Name     | Artengruppe    |
| ------------------------------------ | ------- | - | ------------------------------------ | --------------------------- | -------------- |
| Kleine Flussmuschel                  | 1032    |   | Kleine Flussmuschel                  | Unio crassus                | Muscheln       |
| Dunkler Wiesenknopf-Ameisen-Bläuling | 1061    |   | Dunkler Wiesenknopf-Ameisen-Bläuling | Maculinea nausithous        | Schmetterlinge |
| Spanische Flagge                     | 1078    |   | Spanische Flagge                     | Euplagia quadripunctaria    | Schmetterlinge |
| Steinkrebs                           | 1093    |   | Steinkrebs                           | Austropotamobius torrentium | Krebse         |
| Strömer                              | 1131    |   | Strömer                              | Leuciscus souffia agassizi  | Fische         |
| Groppe                               | 1163    |   | Groppe                               | Cottus gobio                | Fische         |
| Gelbbauchunke                        | 1193    |   | Gelbbauchunke                        | Bombina variegata           | Amphibien      |
| Mopsfledermaus                       | 1308    |   | Mopsfledermaus                       | Barbastella barbastellus    | Säugetiere     |
| Bechsteinfledermaus                  | 1321    |   | Bechsteinfledermaus                  | Myotis bechsteinii          | Säugetiere     |
| Großes Mausohr                       | 1324    |   | Großes Mausohr                       | Myotis myotis               | Säugetiere     |

### Zusammenhängende Schutzgebiete
Das FFH-Gebiet besteht aus mehreren Teilgebieten. Innerhalb des FFH-Gebiets liegt das Naturschutzgebiet 1136-Unteres Bühlertal.